# Truku

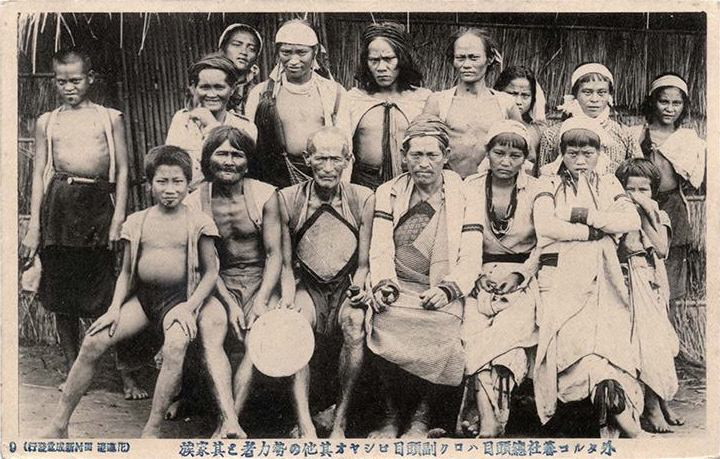
Truku-Häuptlinge und Familie, Anfang 20. Jahrhundert

Die Truku (chinesisch: 太魯閣族 Tàilǔgé zú), auch Taroko, sind ein indigenes Volk im taiwanischen Landkreis Hualien. Ihre Bevölkerungszahl betrug im Juni 2024 34.902 Menschen.

## Siedlungsgebiet
Der Name Truku bedeutet „Drei Wohnstätten“. Ursprünglich in der westlichen Ebene beheimatet, wurden die Truku durch andere Ureinwohnervölker ins Taiwanische Zentralgebirge verdrängt. Ihr heutiges Hauptsiedlungsgebiet liegt in den östlichen Bergbezirken Xiulin, Wanrong und Zhuoxi des Landkreises Hualien. Ihr Siedlungsgebiet wurde in Anlehnung an ihren Namen in anderen Sprachen „Taroko“ genannt. Hierher rühren auch der Name des heutigen Taroko-Nationalparks bzw. der Taroko-Schlucht.

## Kultur und Traditionelle Lebensweise

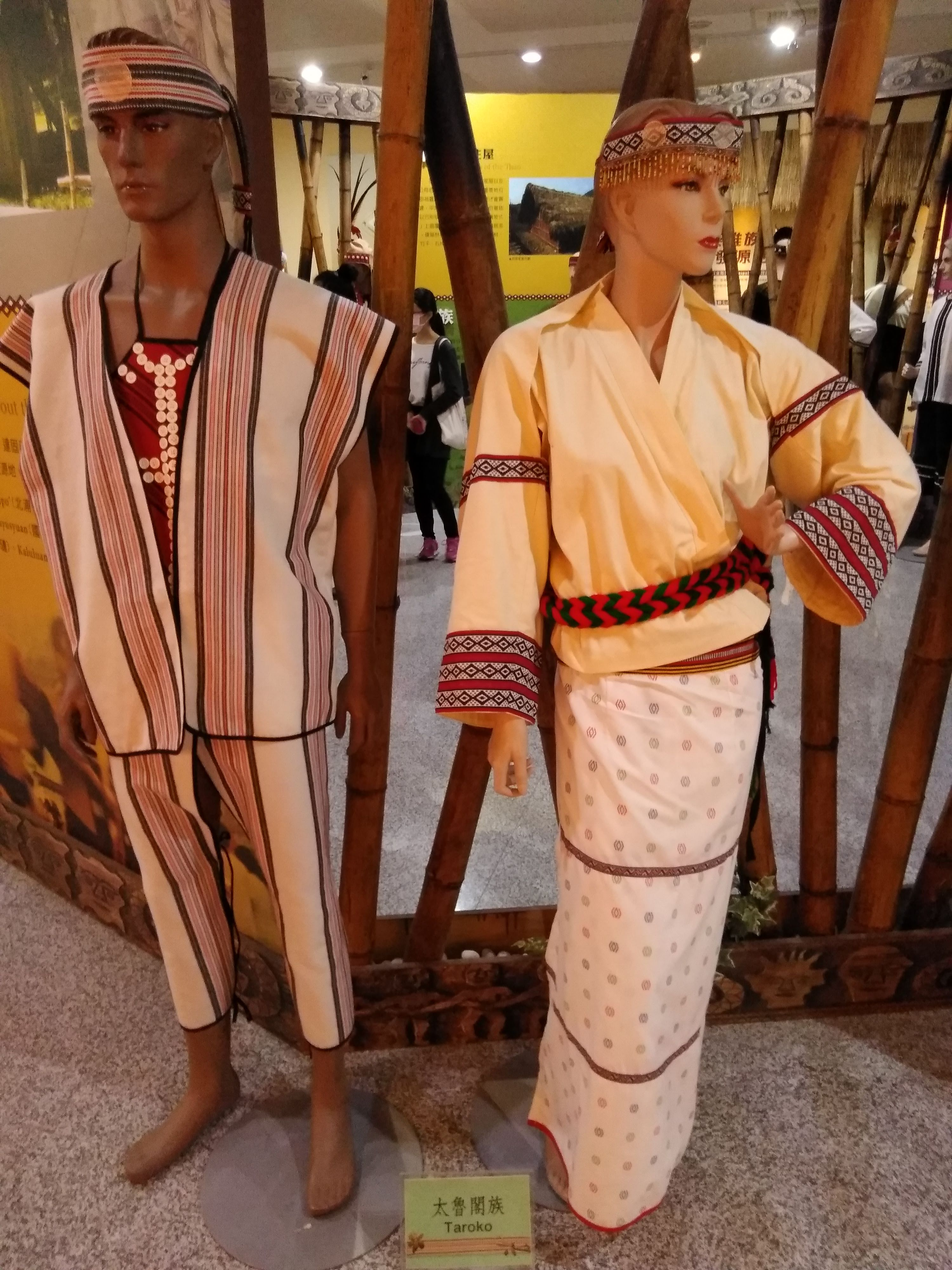
Traditionelle Kleidung

Das traditionelle Leben der Truku beruhte auf Jagd, Fischfang und Landwirtschaft. Angebaut wurden vor allem Kolbenhirse und Süßkartoffeln, später auch Mais, der durch Spanier und Niederländer nach Taiwan kam. Die traditionelle Kleidung der Truku besteht aus gewebtem Leinen mit Streifen- oder aufgestickten Rautenmustern. Frauen, die das Weben (tminun), und Jungen, die das Jagen erlernt hatten, durften ihr Gesicht tätowieren (patasan), was sowohl eine Bedingung für die Ehefähigkeit als auch die Aufnahme ins Jenseits (das Land der Ahnen) nach dem Tod war. Die Sprache der Truku heißt ebenso wie ihr Volk und gehört wie alle indigenen Sprachen Taiwans zu den Formosa-Sprachen innerhalb der Austronesischen Sprachfamilie. Die Häuser der Truku waren häufig in die Erde eingelassen und aus Holz oder Stein, mit Dächern aus Stroh oder Schiefer. Typische Musikinstrumente sind das aus unterschiedlichen Holzsorten hergestellte Xylophon (tatuk) und die Maultrommel.

## Religion
Im Zentrum der Truku-Religion steht die Ahnenverehrung, aus der sich gaya, ein von den Ahnen überlieferter Verhaltenskodex für das Leben ergibt. Wer gaya zuwiderhandelte, musste mit Strafen durch die Ahnen rechnen und diese versöhnen, z. B. durch Opfer. Obwohl sich die meisten Truku heute zum Christentum bekennen, ist die Ahnenverehrung weiterhin verbreitet und äußert sich in Ritualen zu verschiedenen Anlässen, wie etwa Hochzeiten oder Bestattungen. Das wichtigste traditionelle Fest ist das Erntedankfest Mgay Bari, das nach der Hirseernte gefeiert wird.

## Geschichte

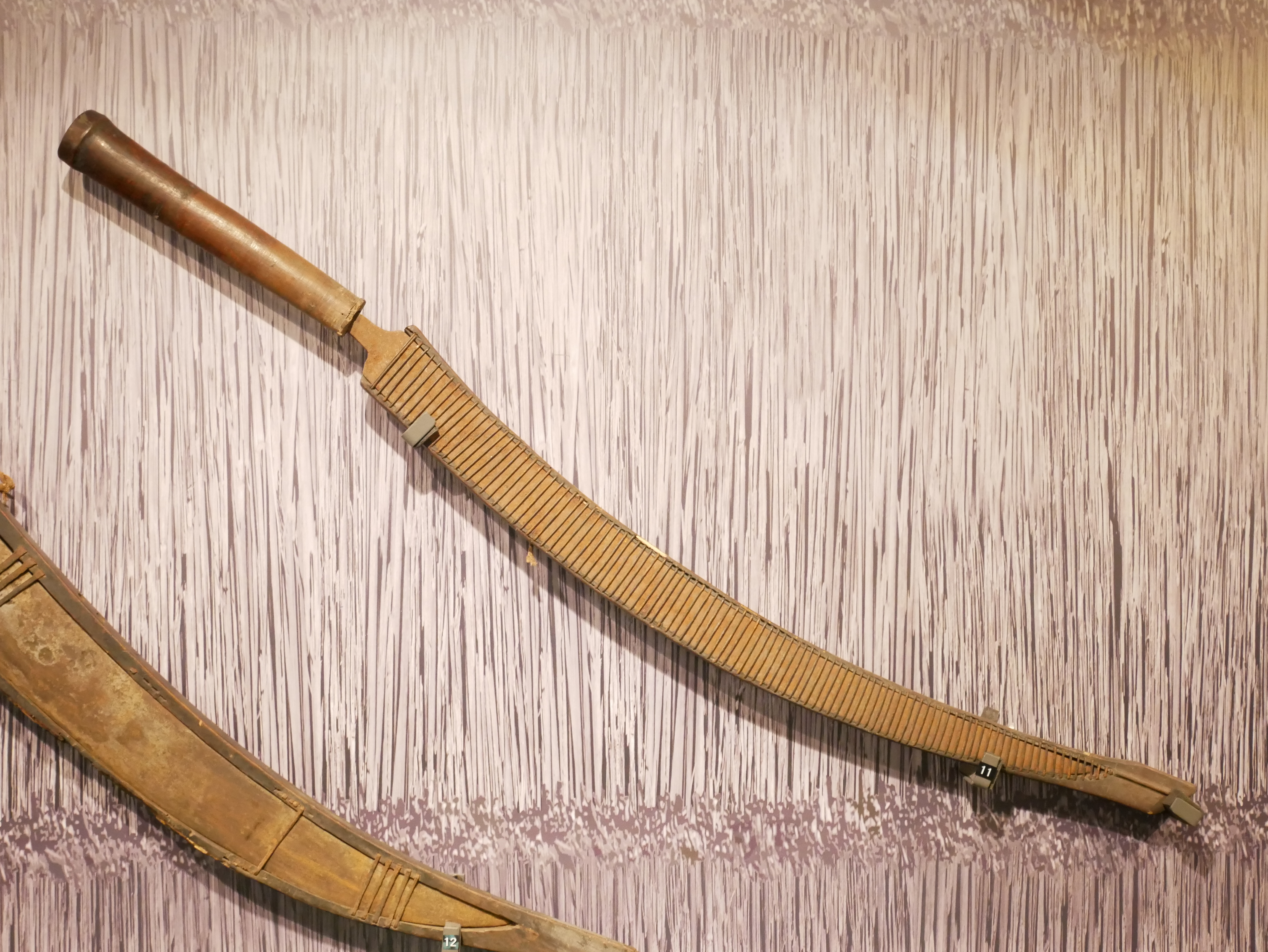
Truku-Schwert

Die Truku sind historisch verwandt mit den Sediq-Gruppen der Tgdaya und der Toda, von denen sie sich durch Abwanderung trennten. Bis zur Anerkennung als eigenes Volk durch die taiwanische Regierung im Jahr 2004 wurden sie zu den Sediq gezählt.
Den Truku-Dörfern standen gewählte Häuptlinge (bukun) vor. Nachdem sich der Außenkontakt der Truku jahrhundertelang auf andere Ureinwohnervölker beschränkt hatte, ereignete sich 1875/76 ein bewaffneter Konflikt, als die damals Taiwan regierenden chinesischen Behörden Verkehrswege durch das Gebirge anlegen wollten. Die beginnende Erschließung des Gebiets der Truku durch die japanische Kolonialmacht nach 1895 führte zu Spannungen und blutigen Konflikten und 1914 zum Truku-Krieg, in dem die Truku durch die Japaner unterworfen wurden. Während des Wushe-Zwischenfalls unterstützten Truku-Hilfstruppen die japanische Armee bei der Unterwerfung und teilweisen Vernichtung der aufständischen Sediq. Die Truku wurden am 15. Januar 2004 vom taiwanischen Exekutiv-Yuan als eigenständiges Volk anerkannt.